# Шлюзы (посёлок)

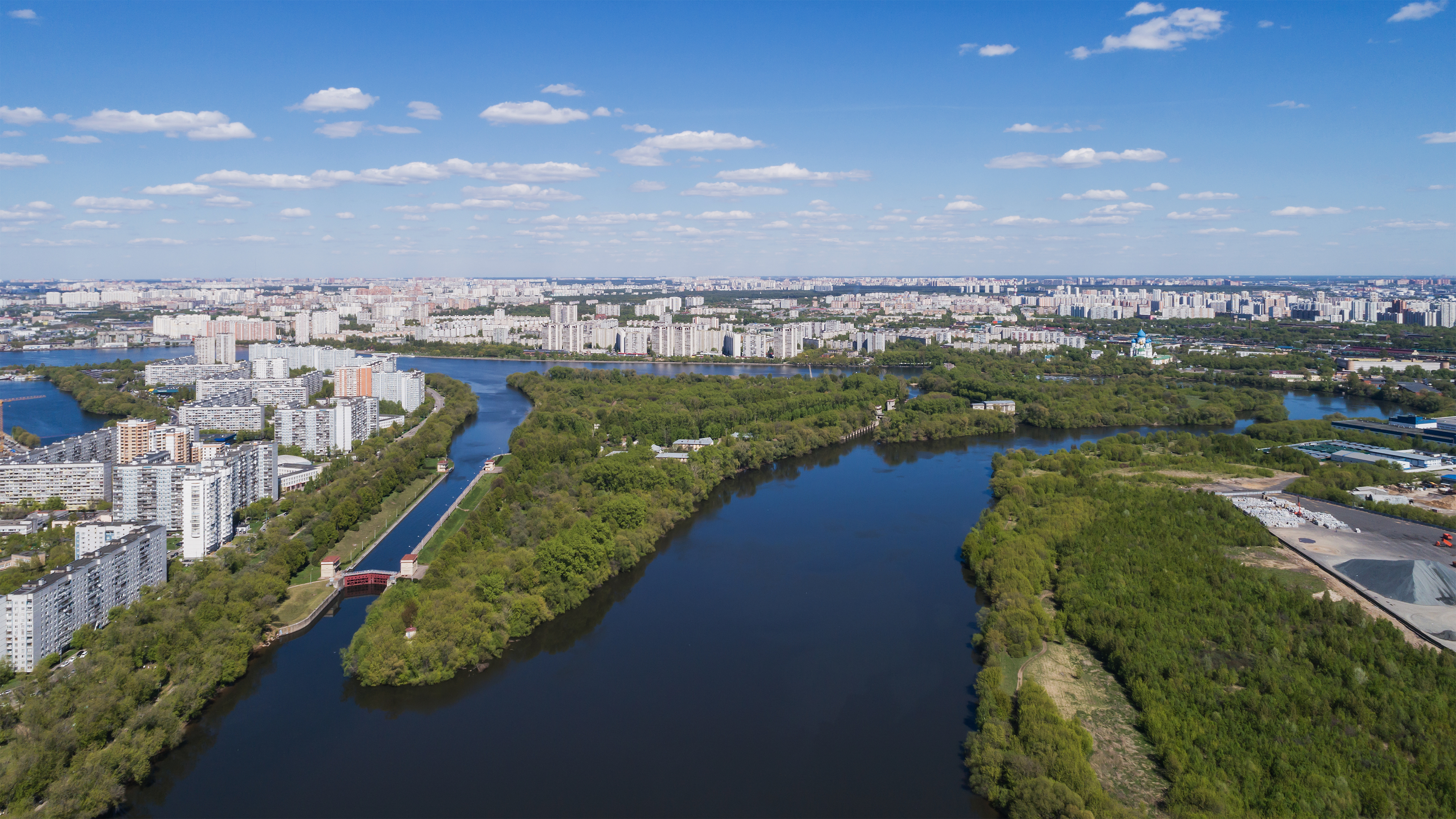
Аэрофотосъёмка островов

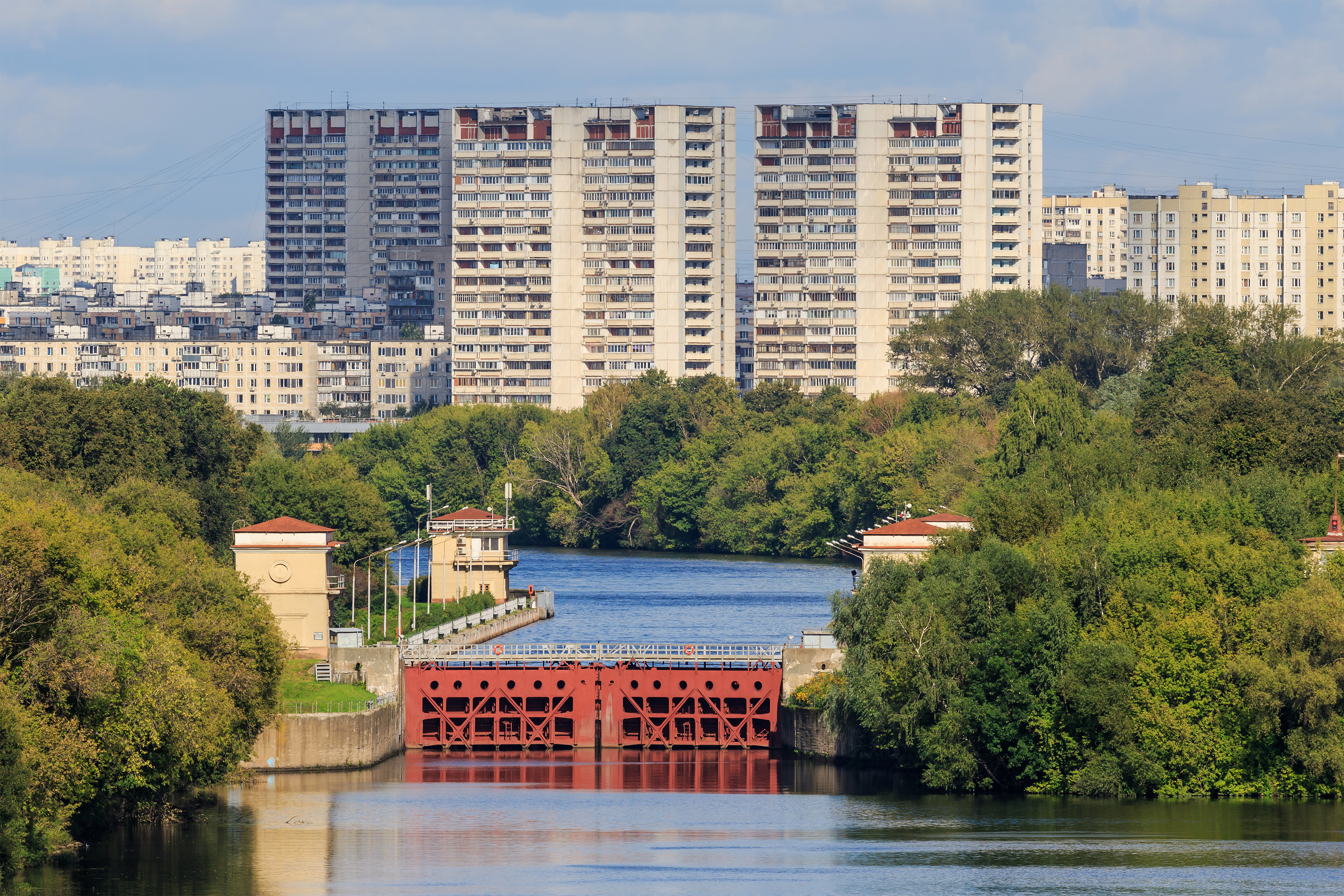
Шлюз № 10

Посёлок Шлю́зы — жилой посёлок, который находится под охраной в черте города Москвы. Он состоит из трёх соединённых друг с другом островов. На островах расположена Перервинская ГЭС и два шлюза канала имени Москвы — шлюз № 10 и шлюз № 11. На островах находится улица Шлюзы, на которой расположены три жилых дома и ремонтная база судов. В посёлке проживает обслуживающий персонал шлюзов, ГЭС и ремонтной базы судов. С обоих берегов реки Москвы посёлок соединён мостами: с улицы Гурьянова, въезд напротив дома № 76, по Перервинской плотине осуществляется через КПП по пропускам; и с Коломенской набережной, пешеходный мост, который находится напротив дома № 26. Прежнее название посёлка Шлюзы — «посёлок Гидроузла». Самый большой из трёх островов находится ближе к Коломенской набережной и называется Шлюзовой, второй по величине находится ближе к улице Гурьянова и называется Дальний, третий остров находится между ними и называется Малый. Жилые дома расположены на первом острове. Около посёлка Шлюзы расположен четвёртый, совсем маленький и необитаемый остров с южной стороны, на который можно попасть только по воде — на лодке или вплавь. Называется он — Высокий. Образован он был заводью для плавучих понтонов. На островах нет инфраструктуры: магазинов, школ и т. п.

## История посёлка
История посёлка идёт от создания Москворецкой шлюзованной системы. В 1875 году была построена первая Перервинская плотина и Перервинский шлюз. Около шлюза была построена контора — шлюзная казарма — первое жилое здание на образовавшемся острове. В 1920-х годах плотина и шлюз были реконструированы, а вдоль деривационного канала шлюза к тому времени уже располагались жилые строения, образовавшие первый посёлок Шлюзы. В связи со строительством канала имени Москвы в 1932—1938 годах произошла полная реконструкция Перервинского гидроузла. Плотина и старый шлюз были полностью реконструированы. Плотина в 1935 году, а старый шлюз, который был выстроен практически заново, стал называться шлюз № 11 канала Москва — Волга. Для его строительства в 1937 году на дальний остров привезли на крытых баржах 15000 заключённых Дмитлага и был выстроен лагерь на дальнем острове — 46 одноэтажных бараков и один двухэтажный. После постройки 11 шлюза все бараки разобрали, остался лишь один 47-й барак, который сгорел во время войны, на его месте построили несколько двухэтажных бараков, которые простояли до 1960-х гг. Рядом на новом деривационном канале, в 1935 году, был построен шлюз № 10 канала Москва — Волга. На новом образовавшемся острове, острове Шлюзовом, и был построен новый посёлок Шлюзы, дошедший до наших дней. До 1934 года не планировалась застройка острова, на месте современного посёлка Шлюзы планировалось создание английского парка с фонтанами и каналами — Малого Московского Петергофа, а постройка ГЭС планировалась в современных Печатниках.